# گریسویل (آلاباما)
گریسویل (به انگلیسی: Graysville) شهری در شهرستان جفرسون ایالت آلاباما است که مساحت آن ۴۳٫۸۳ کیلومتر مربع است و در سرشماری سال ۲۰۱۰ میلادی، ۲٬۱۶۵ نفر جمعیت داشته و تراکم جمعیتی آن، ۴۹٫۴ نفر در هر کیلومتر مربع بوده است.